# Affaire Blomberg-Fritsch
Vous lisez un « article de qualité » labellisé en 2010.
L’affaire Blomberg-Fritsch est une suite d'événements qui, en 1938, permirent notamment à Adolf Hitler d'écarter le ministre de la Guerre, Werner von Blomberg, et le commandant en chef de l'armée de terre allemande, Werner von Fritsch.  Les deux hommes, ainsi que le ministre des Affaires étrangères, Konstantin von Neurath, s'étaient opposés au calendrier des projets expansionnistes du Führer. Blomberg et Fritsch furent contraints de démissionner, en raison, pour le premier, de son mariage avec une ancienne prostituée, et pour le second, d'une prétendue relation homosexuelle. Après l'exploitation politique de l'incendie du Reichstag et de la nuit des Longs Couteaux, cette double éviction fut une étape majeure de la consolidation du pouvoir absolu du Führer, particulièrement sur les Forces armées, qui facilita les projets expansionnistes du Troisième Reich.
Comme pour l'incendie du Reichstag, les circonstances exactes de l'affaire Blomberg-Fritsch font l'objet de controverses entre historiens, certains estimant qu'il s'agit d'une suite d'événements fortuits, d'autres évoquant une manœuvre orchestrée par de hauts responsables nazis comme Hermann Göring et Heinrich Himmler, manœuvre aussitôt exploitée par Hitler.

## Contexte
Depuis l'échec du putsch de la Brasserie, Hitler a compris qu'il devait « mettre dans son jeu les puissances traditionnelles », et notamment l'armée. Le soutien des Forces armées lui est nécessaire afin d'affermir son pouvoir en Allemagne, mais aussi pour lui permettre de réaliser ses visées expansionnistes. Dès 1934, la mise au pas de la Sturmabteilung (SA) lors de la nuit des Longs Couteaux, donne des gages aux milieux conservateurs et à la Reichswehr. Le soutien de celle-ci au régime nazi s'accroît notamment avec la réintroduction de la conscription en 1935 (elle devient alors la Wehrmacht), puis avec la remilitarisation de la Rhénanie en 1936, toutes deux effectuées en violation du traité de Versailles. Au cours de l'été 1937, Hitler commence « à tourner ses regards vers l'Autriche et la Tchécoslovaquie ».

## Prémices

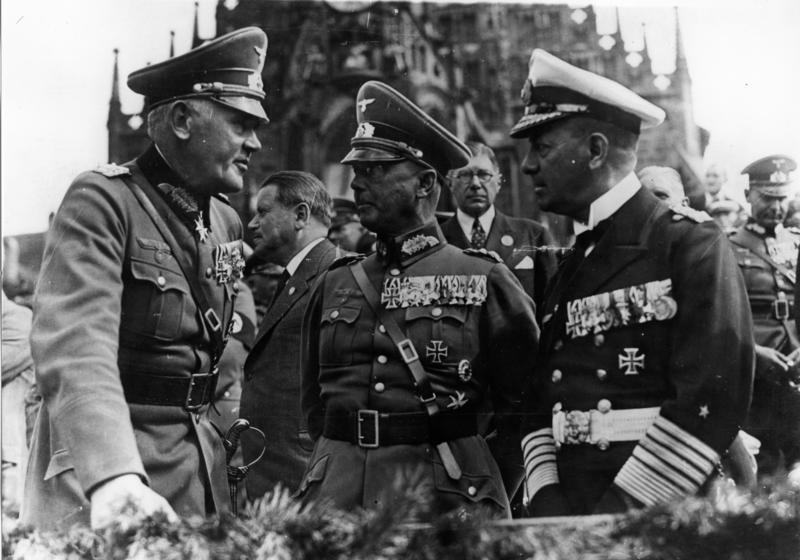
De gauche à droite, les principaux chefs des Forces armées : Blomberg, Fritsch et Raeder, à Nuremberg le 13 septembre 1936 pour la parade de la 8e journée du parti nazi.

Le 5 novembre 1937, le ministre de la Guerre, Werner von Blomberg, et les commandants en chef de l'armée de Terre, Werner von Fritsch, des forces aériennes, Hermann Göring, et de la marine de guerre, Erich Raeder, se rendent à la chancellerie du Reich afin de participer à une réunion destinée à obtenir l'arbitrage de Hitler sur la répartition de la production d'acier entre les trois armes. À leur surprise, ils sont accueillis par le Führer, en compagnie de son aide de camp, Friedrich Hossbach, et du ministre des Affaires étrangères, Konstantin von Neurath. De plus, au lieu d'aborder l'objet de la réunion, Hitler se lance « dans un monologue de plus de deux heures sur la nécessité dans laquelle l'Allemagne se trouve de s'étendre par la force au cours des deux années suivantes ». La volonté de Hitler d'annexer l'Autriche et de détruire l'État tchécoslovaque ne suscite aucune réprobation, aucune opposition de principe, ni des participants à la réunion, ni des dirigeants militaires qui en sont informés par la suite, comme le général Ludwig Beck.
En revanche, Neurath, Blomberg et Fritsch, auxquels Göring finit par s'associer, estiment que l'analyse militaire du Führer est insuffisante et que toute action militaire contre l'Autriche ou la Tchécoslovaquie provoquerait l'entrée en guerre de la France et du Royaume-Uni. Ils font clairement part à Hitler de leur position, qui est reprise dans le compte-rendu de la réunion, établi par Hossbach cinq jours plus tard, document généralement connu sous le nom de Protocole Hossbach. Hitler, qui s'attendait à de telles réactions, met fin à la réunion en rassurant Fritsch, à qui il affirme qu'il n'y a pas de danger de guerre dans l'immédiat.
Neurath évoque à nouveau le sujet lors d'un entretien avec Hitler, à la mi-janvier 1938. Pour le ministre des Affaires étrangères, « la politique de Hitler menait à la guerre [et] il pourrait accomplir nombre de ses projets par des méthodes plus pacifiques, fût-ce un peu plus lentement. Hitler répliqua qu'il n'avait plus le temps ».

## Blomberg

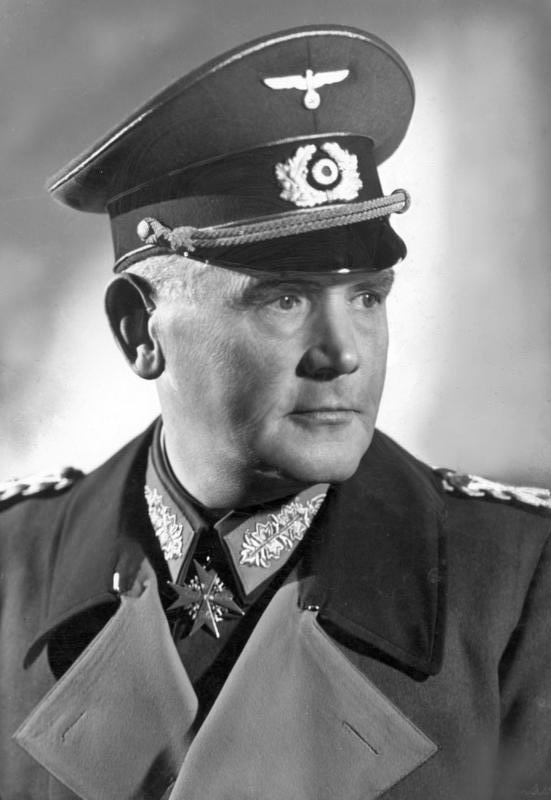
Werner von Blomberg (1937).

« Si un maréchal allemand épouse une putain, alors tout est possible. »

— Adolf Hitler, 25 janvier 1938.
Ministre de la Guerre depuis l'accession de Hitler au poste de chancelier en janvier 1933 et membre du parti nazi depuis janvier 1937, Werner von Blomberg est un fervent admirateur du Führer, dont « un mot amical ou un brin de pathos dans un discours suffisait à lui arracher des larmes » ; il n'est « guère apprécié des hautes sphères militaires, où l'on voyait en lui l'homme de Hitler plutôt que celui de l'armée » et est surnommé par ses pairs « le Lion de Caoutchouc». Père de cinq enfants et veuf depuis 1934, il rencontre en septembre 1937, une femme de 35 ans sa cadette, Margarethe Gruhn, lors d'une promenade dans le Tiergarten de Berlin, dont il s'éprend assez rapidement. Au cours des premières semaines, il ne parle pas de sa nouvelle relation mais il étonne ses adjoints en se rendant seul et en civil à Oberhof, sous le prétexte de rendre visite à une amie qui se serait brisé la cheville en skiant.
Blomberg, qui présente sa future épouse comme une dactylo, une fille du peuple toute simple, s'inquiète de la réaction du corps des officiers et s'en ouvre à Hitler, dont l'approbation est nécessaire pour le mariage. Contrairement à ses appréhensions, le Führer s'enthousiasme pour une union qui marque le « rejet de ce snobisme d'un autre âge », se propose comme témoin et suggère que Hermann Göring soit le deuxième,. Le mariage, qui étonne tout le monde, se déroule au ministère de la Guerre, dans la plus stricte intimité le 12 janvier 1938. Le soir même, les nouveaux époux partent en voyage de noces. Malgré le rang élevé de Blomberg, le mariage ne fait l'objet que d'un bref communiqué dans la presse, sans aucun commentaire ni photographie. Le 13 janvier 1938, le Völkischer Beobachter annonce que « Le ministre de la Guerre du Reich, le Generalfeldmarschall von Blomberg s'est marié, le mercredi 12 janvier, avec mademoiselle Gruhn. Le Führer et le Generaloberst Göring étaient les témoins. Quelques jours après la cérémonie, la presse publie une photographie du couple devant la grande cage des singes du zoo de Leipzig ».

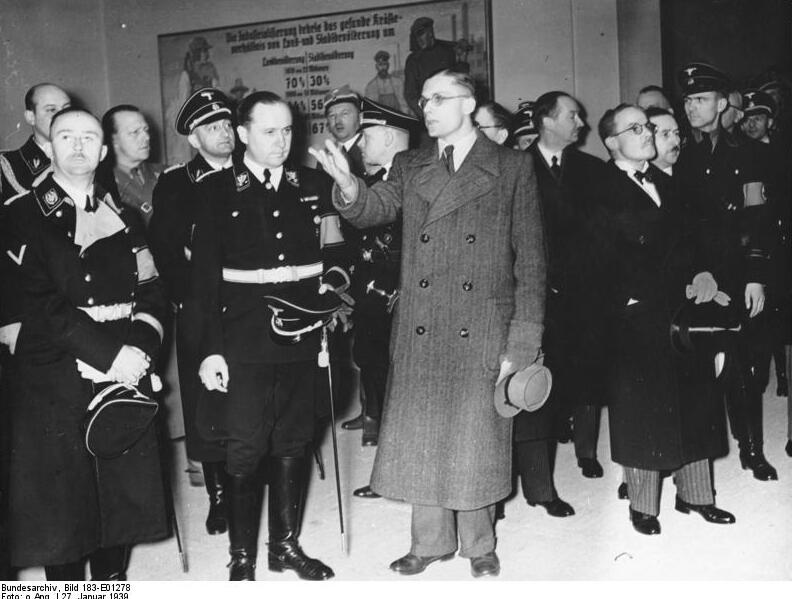
De gauche à droite : Heinrich Himmler, le préfet de police de Berlin Wolf-Heinrich von Helldorf et le ministre Richard Walther Darré, en 1939. À droite l'ambassadeur de France à Berlin Robert Coulondre.

Le 24 janvier 1938 dans la matinée, le chef du service central d'identification de la police criminelle de Berlin, Hellmuth Müller, reçoit une lettre anonyme accompagnée de photos pornographiques. Sur celles-ci apparaît une jeune femme blonde coiffée à la garçonne, mesurant à peu près 1,75 mètre, bien proportionnée, totalement nue à l'exception d'un collier de perles ; au verso de la photo figure le nom de Luise Margarethe Gruhn. Poursuivant son enquête, Müller découvre que cette femme a été arrêtée à deux ou trois reprises pour racolage sur la voie publique ; puis pour avoir volé un client et que ses photos pornographiques avaient été vendues dans les gares de Berlin jusqu'à ce que la police mette fin au trafic. En terminant ses investigations, il constate que le nom figurant sur les photographies correspond à celui de la nouvelle épouse de Blomberg.
Conscient du caractère explosif des éléments qu'il a recueillis, Müller en informe le directeur de la police criminelle, Artur Nebe. Afin de ne pas fournir à la SS un outil contre la Wehrmacht, Nebe n'avertit pas son supérieur, Reinhard Heydrich, dirigeant de la SIPO et du SD ; mais il se rend chez le chef de la police de Berlin, Wolf Heinrich von Helldorf. Nazi de longue date, SA- Obergruppenführer, Helldorf est cependant opposé au pouvoir grandissant de la SS. Il choisit donc de tenir Heydrich et Himmler à l'écart de l'affaire et d'en prévenir Wilhelm Keitel, adjoint direct et beau-fils de Blomberg. Lors de sa rencontre avec Helldorf, Keitel se déclare incapable d'identifier la personne figurant sur les photographies comme étant la femme de Blomberg ; il n'a pas été invité au mariage et n'a entrevu l'épouse de Blomberg, dont le visage était voilé, que de loin, lors de l'enterrement de la mère de Blomberg. Il conseille donc à Helldorf de contacter Göring, témoin du mariage. Göring identifie formellement l'épouse de Blomberg sur la fiche de prostituée et prévient Hitler de la situation,.
Hitler est choqué par la nouvelle : elle heurte sa pruderie et ses préjugés raciaux, « les photos indécentes avaient été prises par un Juif d'origine tchèque avec lequel elle [Margarethe Gruhn] cohabitait à cette époque ». Mais surtout elle risque de porter un coup sévère à son prestige, « en sa qualité de témoin des mariés, il serait en butte à la risée du monde entier ». Hitler est, de plus, convaincu que Blomberg connaissait le passé de son épouse avant le mariage et, qu'en le prenant, avec Göring comme témoins, il espérait les forcer à étouffer le scandale.
Le 25 janvier 1938, le Führer évoque l'affaire avec son aide de camp, Friedrich Hossbach : il rend hommage au travail accompli par Blomberg et se déclare triste de devoir se séparer d'un homme aussi loyal. Hossbach trouve « étrange que ces accusations ne vissent le jour qu'après le mariage alors que la police devait avoir depuis bien longtemps tous les renseignements à cet égard ». Le 26 janvier 1938, « pâle comme un cadavre », Hitler fait part du scandale à Joseph Goebbels qui note dans son journal qu'il s'agit de « la plus grave crise du régime depuis l'affaire Röhm ».
Contacté par Göring, Blomberg refuse d'annuler le mariage, « à la plus grande stupeur et au dégoût de Göring et de Hitler ». Le 27 janvier 1938, le ministre de la Guerre est reçu, pour la dernière fois, par le chef de l'État, qui l'assure qu'il pourra reprendre le service si l'Allemagne est engagée dans une guerre,. Le lendemain, Blomberg, accompagné par son épouse, part en Italie pour une année d'exil en conservant tous ses droits à la retraite de maréchal et avec 50 000 Reichsmark. Revenus en Allemagne après le déclenchement de la Seconde Guerre mondiale, Blomberg et son épouse « vécurent dans l'obscurité la plus complète jusqu'à la fin de la guerre ». L'ancien ministre est cependant arrêté à la fin du conflit et meurt dans un camp de prisonniers à Nuremberg en mars 1946.

## Fritsch
« C'est ici parole contre parole : celle d'un maître-chanteur homosexuel contre celle du chef de l'armée. Et le Führer n'a plus confiance en Fritsch. Une situation diabolique. »

— Joseph Goebbels, 30 janvier 1938.

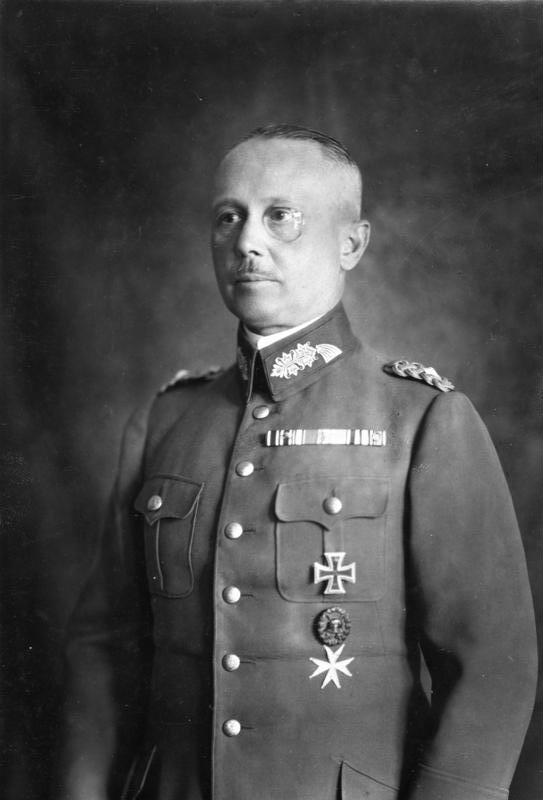
Werner von Fritsch en 1932.

Le 24 janvier 1938 dans la soirée, ébranlé par les révélations sur le mariage de Blomberg, Adolf Hitler repense aux rumeurs qui avaient couru pendant l'été 1936, à propos d'une relation homosexuelle entretenue par Werner von Fritsch, fin 1933 : à l'époque, le Führer avait refusé d'y croire et ordonné de détruire le dossier,. Craignant un nouveau scandale concernant le successeur potentiel de Blomberg, il ordonne à Heinrich Himmler de reconstituer le dossier, ce qui se révèle d'autant plus facile que celui-ci a été conservé par Reinhard Heydrich, malgré les ordres. Le 25 janvier 1938, à 2 h 15, Hitler est en possession des fiches de la Gestapo, établies par l'inspecteur en chef Josef Albert Meisinger, ami personnel et homme de confiance de Heinrich Müller ; plus tard dans la matinée, il transmet le dossier à son aide de camp, Friedrich Hossbach, en lui ordonnant de garder un secret total.
Hossbach, « horrifié par les conséquences d'un deuxième scandale pour la Wehrmacht », et qui porte une vive admiration à Fritsch est persuadé que celui-ci saura quoi faire et l'avertit des rumeurs, désobéissant à l'ordre formel du Führer, avertissement qui lui coûtera son poste. Dans la soirée, Fritsch lui affirme que toute l'affaire n'est qu'un tissu de mensonges, ce que Hossbach s'empresse de faire savoir à Hitler qui en semble soulagé et observe « que, puisque tout était en ordre, Fritsch pouvait devenir ministre de la Guerre » après le départ de Blomberg. Le 26 janvier 1938, Fritsch contacte Hossbach, en lui expliquant que les allégations à son encontre sont peut-être liées à un déjeuner en tête-à-tête avec un membre des Jeunesses hitlériennes durant l'hiver 1933-1934 lors de la campagne du secours d'hiver, présumant « que de méchantes langues s'étaient emparées de ces inoffensifs gestes de charité pour lui prêter des relations douteuses ».

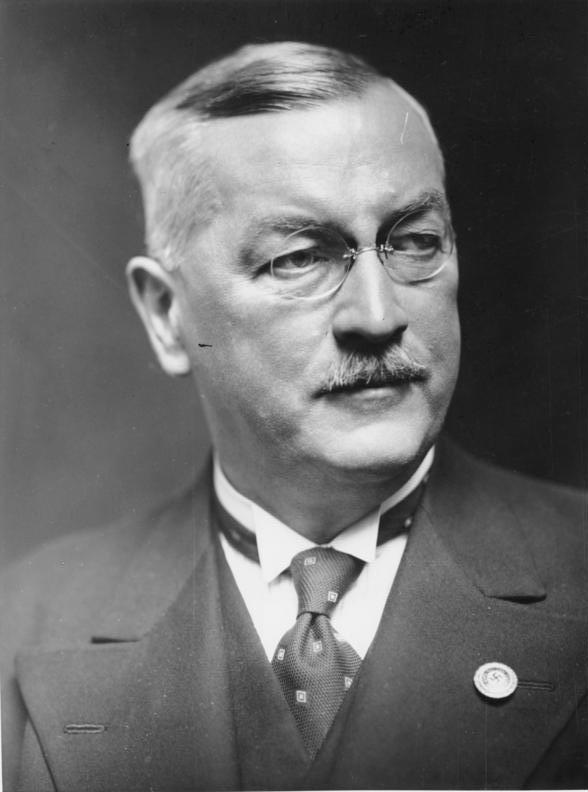
Franz Gürtner en 1938.

Dans la soirée Hermann Göring, qui considère Fritsch comme son rival au poste de ministre de la Guerre, presse Hitler de prendre une décision et Hossbach suggère au Führer d'aborder directement la question avec le principal intéressé.
Convoqué à la chancellerie, en présence de Göring et Himmler, Fritsch récuse énergiquement les accusations portées contre lui, mais il éveille les soupçons du Führer en faisant allusion à son déjeuner de l'hiver 1933-1934 ; il est ensuite confronté à son accusateur, extrait du camp de concentration de Börgermoor par la Gestapo, Otto Schmidt, voleur et maître-chanteur condamné à de très nombreuses reprises, qui aurait extorqué des fonds à une centaine d'homosexuels dont des personnalités du régime nazi, comme Funk. Schmidt affirme formellement reconnaître Fritsch, qui, « d'un ton froid et restant maître de lui, répéta à plusieurs reprises qu'il n'a jamais vu cet homme et donna sa parole d'honneur à Hitler qu'il n'avait rien à voir avec toute cette histoire ». Schmidt réitère les propos de sa déposition de 1936 auprès de Meisinger, et confirme qu'il avait surpris Fritsch ayant une relation homosexuelle avec un prostitué, fin novembre 1933, aux abords de la gare de Wannsee : pour le prix de son silence, le maître-chanteur affirme avoir reçu 1 500 Reichsmark. Une nouvelle confrontation a lieu le 27 janvier 1938, mais malgré les nombreuses incohérences du témoignage de son accusateur, Fritsch ne parvient pas à dissiper les soupçons qui pèsent sur lui.
Ces événements n'empêchent pas Fritsch de rester loyal envers Hitler, comme l'atteste une note du 1er février 1938 : « Je suis profondément reconnaissant envers le Führer. Je le suis surtout pour la grande confiance qu'il m'a manifestée jusqu'à présent, exception faite de cette affaire ». Le dossier est transmis au ministre de la Justice Franz Gürtner, qui remet son rapport avant la fin du mois : renversant les notions juridiques traditionnelles, Gürtner accable Fritsch et estime « qu'il n'avait pas établi son innocence et que l'affaire du garçon des Jeunesses hitlériennes lui portait le plus grand tort ». Gürtner demande cependant que l'affaire soit portée devant un tribunal militaire, soutenu sur ce point par la hiérarchie de l'armée, dont Ludwig Beck et Wilhelm Keitel. Le 3 février 1938, Hitler obtient la démission de Fritsch, qui se retire officiellement pour raisons de santé. Le 4 février 1938, Hitler envoie à Fritsch une lettre prenant acte de sa démission : « Monsieur le général, étant donné votre état de santé, vous vous êtes trouvé dans l'obligation de me demander de vous décharger de votre poste de commandant. Le séjour que vous avez récemment effectué dans le Sud en Égypte n'ayant pas eu pour vous les résultats que vous espériez, je me suis décidé à accéder à votre requête. Votre départ de la Wehrmacht m'offre l'occasion de rendre un hommage empreint de profonde reconnaissance aux mérites éminents que vous vous êtes acquis dans la reconstitution de l'armée », « chef-d'œuvre de mensonge et d'hypocrisie ».
L'enquête menée par l'armée en collaboration avec le ministère de la Justice établit rapidement que « Fritsch était la victime innocente d'une machination de la Gestapo montée par Himmler et Heydrich ». En réalité, le maître-chanteur avait « surpris un officier de l'armée alors qu'il commettait un acte contre nature et l'avait fait chanter avec succès pendant des années », mais il s'agissait d'un officier de cavalerie, le Rittmeister Frisch, et non pas de Fritsch. Interrogé par le juge d'instruction chargé de l'affaire, et en présence de l'avocat de la défense, le Rittmeister Frisch, malade et alité, reconnaît les faits ; arrêté par la Gestapo et maltraité afin qu'il rétracte ses aveux, Schmidt maintient cependant sa position lors du procès. Devant les nombreux témoignages qui contredisent la version du seul accusateur, Göring change d'attitude et explose de colère, déclarant à Schmidt : « vous êtes le pire menteur que j'aie jamais connu. Croyez-vous que vous allez pouvoir continuer à nous tromper ! ». Schmidt retire ses accusations, ce qui conduit, le 18 mars 1938, à l'établissement de l'innocence de Fritsch par le tribunal militaire, présidé par Göring et dont font partie Raeder et Brauchitsch. L'échec de la machination débouche notamment sur l'internement de Schmidt à Sachsenhausen
S'il n'est pas réhabilité, Fritsch est nommé par Hitler colonel d'honneur du 12e régiment d'artillerie. Lors de l'invasion de la Pologne, il est mortellement blessé à Praga, dans les faubourgs de Varsovie, le 22 septembre 1939.

## Exploitation politique des scandales et rumeurs
« La conduite de la guerre totale est l'affaire du Führer. »

— Mémorandum d'Adolf Hitler à l'armée de terre du 19 avril 1938
.

« Le 4 février 1938 est une date décisive dans l'histoire du Troisième Reich, un jalon sur le chemin qui le conduisait à la guerre. »

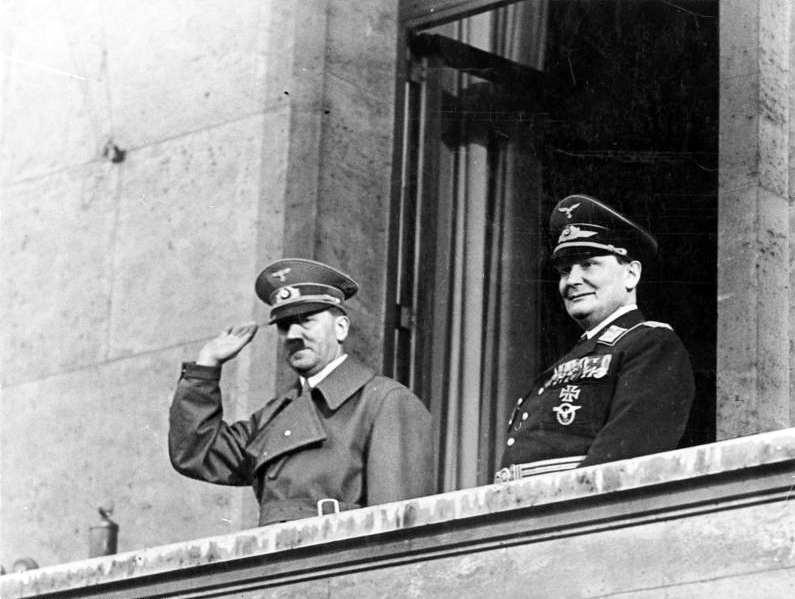
Hitler et Göring, le 16 mars 1938.

Confronté au double scandale, Adolf Hitler se pose deux questions : « Comment allait-on l'expliquer à la population ? Comment éviter que cela ne porte gravement atteinte au prestige et à l'éclat du régime? ». Au cours de la dernière semaine de janvier, il règne à Berlin une atmosphère tendue, entretenue par des rumeurs de putsch qui rappellent les jours qui ont précédé la nuit des Longs Couteaux ; dans l'expectative, Hitler annule son traditionnel discours du 30 janvier pour l'anniversaire de la prise du pouvoir, et ajourne sine die la réunion de son cabinet. Au cours de la même journée, Joseph Goebbels suggère au Führer de reprendre lui-même la direction de la Wehrmacht, idée qui avait également été avancée par Werner von Blomberg, lors de son audience d'adieu. Cette solution suscite rapidement l'approbation de Hitler et présente un double avantage. Elle lui permet tout d'abord d'éluder la question de la succession de Blomberg, et d'écarter les trois candidats déclarés au poste de ministre de la Guerre, Hermann Göring et Heinrich Himmler, qu'il juge incompétents, et Walter von Reichenau, « trop proche du parti et trop peu traditionaliste pour être acceptable par l'armée ». Elle lui offre également la possibilité de modifier l'équilibre au sein des forces en marginalisant les secteurs les plus conservateurs de la direction de l'armée de terre.

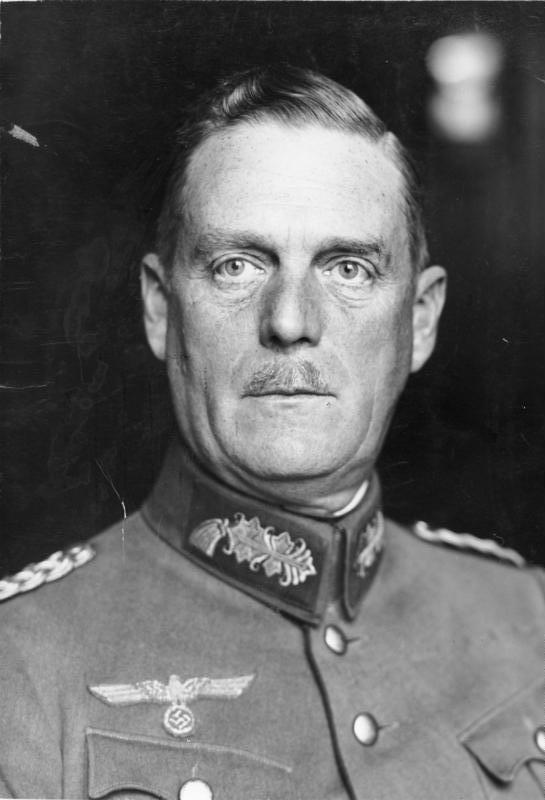
Wilhelm Keitel en 1934.

Le 4 février 1938, un communiqué diffusé à la radio, et largement repris dans la presse le lendemain, annonce des changements importants afin de favoriser la « plus forte concentration de toutes les forces politiques, militaires et économiques entre les mains du chef suprême ». Les changements opérés par le décret du 4 février sont particulièrement importants dans les forces armées et prennent de vitesse « les vieux généraux [qui espéraient] que les machinations des SS et de la Gestapo, de Himmler et de Heydrich seraient démasquées [et] que les deux individus en question et les SS subiraient le même sort que Röhm et la SA quatre ans plus tôt. » Outre les démissions de Blomberg et Fritsch, 12 généraux et 51 officiers de haut rang sont écartés, cette épuration épargnant la Kriegsmarine et touchant particulièrement la Luftwaffe. Hitler reprend les attributions de Blomberg, désigne Walther von Brauchitsch comme successeur de Fritsch, et élève, en guise de consolation, Göring au rang de Generalfeldmarschall, le seul en fonction à l'époque, après l'éviction de Blomberg. De plus, Hitler prend personnellement la direction de l'Oberkommando der Wehrmacht dont Wilhelm Keitel est nommé chef d'état-major, essentiellement en raison de sa docilité qui le fait surnommer Lakeitel, sobriquet tiré d'un jeu de mots sur le terme de Lakai (laquais, en français).
Les remaniements touchent aussi la diplomatie et l'économie : Neurath est remplacé par Ribbentrop au ministère des Affaires étrangères, les ambassadeurs du Reich à Rome (Ulrich von Hassel), Tokyo (Herbert von Dirksen) et Vienne (Franz von Papen) sont remplacés. Walther Funk est nommé ministre de l'Économie, mettant fin au bref intérim assuré par Göring après l'acceptation de la démission de Schacht, le 8 décembre 1937. Comme l'écrit Hans Bernd Gisevius, « c'est vraiment du cynisme de la part du vertueux Hitler de choisir justement le jour où il chasse Fritsch à cause d'un délit d'homosexualité non prouvé, pour nommer ministre de l'Économie l'homosexuel notoire qu'était Funk ». L'affaire et ses suites sont évoquées par le Führer devant ses principaux généraux le 5 février 1938 au cours de l'après-midi, puis, pendant la soirée, lors d'une réunion du gouvernement.

« En définitive, l'affaire Blomberg-Fritsch fut, après l'incendie du Reichstag et le « putsch de Röhm », la troisième étape de la consolidation du pouvoir absolu du Führer et, tout spécialement de sa domination sur l'armée. Avec un appareil militaire émasculé et un Ribbentrop belliciste aux Affaires étrangères, c'en était fini de toutes les forces qui auraient pu donner à Hitler des conseils de prudence et le freiner dans son désir personnel de l'expansion la plus rapide possible. »

## Controverses et incertitudes

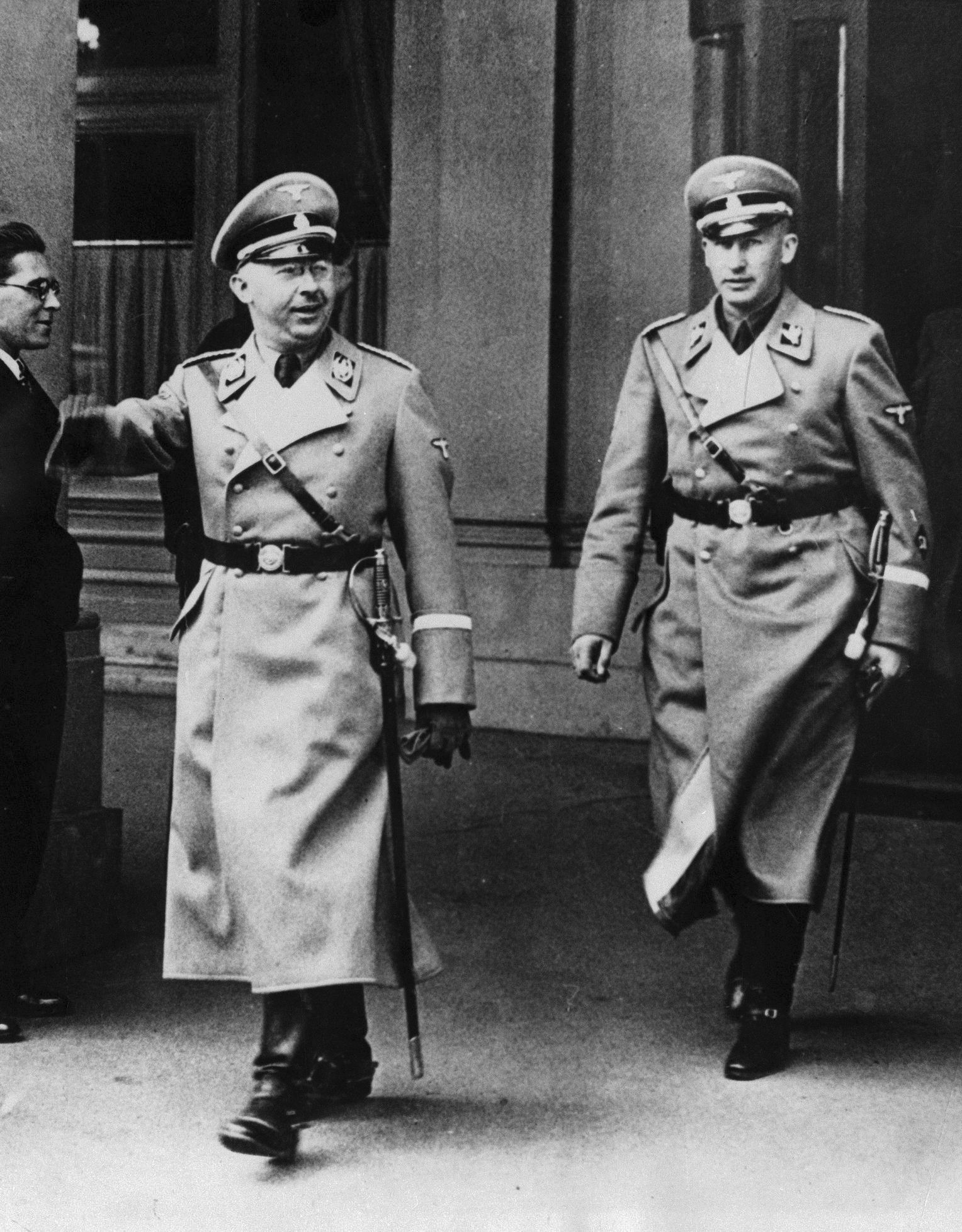
Himmler et Heydrich en 1938.

La réalité du passé de prostituée de l'épouse de Blomberg et la fausseté des allégations d'homosexualité visant Fritsch font consensus parmi les historiens et spécialistes du Troisième Reich, mais les rôles respectifs du hasard ou d'un complot, l'ampleur et les instigateurs de celui-ci font débat.
Pour Ian Kershaw, Adolf Hitler, compte, depuis 1933, sur Werner von Blomberg pour qu'il lui prépare la machine de guerre, et souhaite se débarrasser de lui en 1938 ; « ce moment critique était loin d'être à son ordre du jour ». Selon le même auteur « la crise n'avait été ni prévue ni fabriquée » et la reprise par Hitler du commandement de la Wehrmacht résultait « d'une décision prise rapidement pour sortir d'une crise embarrassante ». William L. Shirer évoque « une crise qui fit le jeu de Hitler », mais précise que Fritsch fut la « victime d'un complot, véritable acte de banditisme ». Si Joachim Fest souligne le rôle de Heinrich Himmler et Hermann Göring dans la campagne de diffamation visant Fritsch, il résume l'affaire comme suit : « Et comme ce fut toujours le cas quand il [Hitler] se trouvait placé devant un dilemme, le hasard lui vint en aide : cette fois encore, une série d'événements lui offrit des chances qu'avec son don exceptionnel de réaction tactique, il s'empressa de saisir et d'exploiter ». Selon Richard J. Evans, il s'agit d'un scandale inattendu qui donna l'occasion à Hitler de se débarrasser de gêneurs. Dans sa biographie de Himmler, Peter Longerich présente l'éviction de Blomberg à la suite de son mariage comme un « hasard inattendu » ; quant à Fristch, il affirme que « Himmler avait été convaincu a priori de la culpabilité de Fritsch et il avait veillé à ce que l'enquête soit effectivement biaisée [...] En revanche, contrairement à ce que supposait von Fritsch, il n'avait pas sciemment fabriqué et mis en scène toute l'affaire ».
Pour Jacques Delarue, la mise à l'écart de Blomberg et Fritsch résulte d'une « machination [...] exécutée dans des conditions exceptionnelles de cynisme et d'ignominie ». À l'appui de son hypothèse, Delarue affirme que Himmler et Heydrich connaissaient le passé de l'épouse de Blomberg avant le mariage et qu'ils ont préparé l'éviction du ministre de la Guerre lors d'une réunion avec Göring, le 23 janvier 1938 ; il fait également état d'une réunion au cours de laquelle Göring et Himmler ont convaincu l'accusateur de Fritsch d'identifier le général devant le Führer, sauf à « se préparer à une mort extrêmement désagréable ». Philippe Richardot utilise également le terme de « machination » et qualifie l'affaire comme étant un coup de force dont Himmler et Heydrich sont les artisans. Dans sa biographie de Hermann Göring, François Kersaudy établit un parallèle avec la nuit des Longs Couteaux et estime que Hitler a été tenu informé depuis le début du double complot ourdi par Himmler et Göring, et qu'« il en tirait probablement les ficelles en coulisses ».
Peter Padfield, l'un des biographes de Himmler, va plus loin dans la théorie du complot. Il avance notamment l'hypothèse que les photographies pornographiques de l'épouse de Blomberg seraient le fruit d'un trucage réalisé par le SD ; il affirme également qu'il n'est pas possible que le chef de la Kripo, Artur Nebe, ait informé de l'affaire Helldorf, et via celui-ci Keitel et Göring, sans l'accord de Heydrich. Malte Plettenberg, qui ne cite aucune source, est le seul auteur qui affirme que Margarethe Gruhn n'a, en réalité, jamais été une prostituée et qu'elle n'a été fichée comme telle que prise dans un contrôle après avoir pu « satisfaire à la frénésie des sens [...] avec son ami académique. » Le même auteur estime que l'affaire Blomberg est le fruit d'un complot orchestré par Hans Oster et mis en œuvre par « M. l'Agent double » qui travaillait à la fois pour Wilhelm Canaris et Allen Dulles.
À propos du mariage de Blomberg et selon Friedrich Hossbach, « on a des raisons de croire, mais pas de preuves, que sa seconde femme lui a été imposée par les machinations de personnages louches de l'entourage de Göring et de Himmler et que le mariage fut le résultat d'une contrainte. »
Gert Buchheit estime également que l'éviction de Blomberg et Fritsch est le fruit d'un complot, sans en identifier avec certitude les premiers responsables. « L'on ne saura jamais avec certitude s'il [Göring] fut le véritable instigateur de la machination, ou bien simplement l'instrument (probablement inconscient) du SD. En tout cas, les ficelles de ce jeu diabolique se trouvaient entre les mains de Himmler et Heydrich. Il est d'un intérêt secondaire de savoir si Hitler et Göring avaient été manœuvrés, alors qu'ils croyaient mener le jeu. À l'appui de sa thèse, Buchheit mentionne le fait que la Gestapo avait déjà identifié le Rittmeister Frisch, le 15 janvier 1938, avant le déclenchement de l'affaire Blomberg-Fritsch. »
Les controverses entre les partisans d'une habile exploitation politique d'un événement imprévu et les tenants d'un complot organisé rappellent le débat autour de l'incendie du Reichstag. À ce propos, et à titre d'exemple, si William L. Shirer affirme que « Même à Nuremberg, le mystère ne put être entièrement éclairci, bien que l'on dispose d'assez de preuves pour affirmer avec une quasi-certitude que c'étaient les nazis qui avaient préparé l'incendie et qui l'avaient exécuté à des fins politiques », Richard J. Evans écrit « Le 28 février, la chance vint aider les nazis » et attribue l'incendie à un acte isolé.